# NGC 6244
NGC 6244 este o galaxie situată în constelația Dragonul. A fost descoperită în 28 iunie 1886 de către Lewis A. Swift.